# Peter Drummond (physicien)
Pour les articles homonymes, voir Peter Drummond et Drummond.
Peter David Drummond est un physicien néo-zélandais, professeur émérite au Center for Quantum and Optical Science de l'Université technologique de Swinburne (en).

## Formation
Drummond est né en Nouvelle-Zélande en 1950 et a fait ses études à l'Université d'Auckland, où il a obtenu un B. Sc. (Hons), à Harvard où il a obtenu un diplôme AM (maîtrise), et à l'Université de Waikato en Nouvelle-Zélande, où son diplôme de doctorat a été supervisé par Dan Walls et Crispin Gardiner.

## Carrière
Il a travaillé comme chercheur postdoctoral avec Joseph H. Eberly (en) à l'Université de Rochester, puis comme universitaire à l'Université d'Auckland avant d'être nommé titulaire d'une chaire de physique à l'Université du Queensland en 1989. Il a déménagé à l'Université technologique de Swinburne en 2008.

## Domaines de recherche
Drummond et Crispin Gardiner ont développé la représentation de l'espace des phases P-positive .
Ses recherches actuelles se situent à l'intersection de la physique atomique, moléculaire et optique, de l'information quantique, de la technologie quantique, de la physique de la matière condensée et de la physique computationnelle. Le domaine est entraîné par un niveau sans précédent de contrôle expérimental des systèmes quantiques isolés. Les techniques utilisées comprennent de nouvelles méthodes de calcul qui mappent la dynamique quantique en équations stochastiques sur un espace de phase généralisé. Ces méthodes ont des applications dans un large éventail de systèmes physiques, chimiques et biologiques complexes, notamment : la photonique, la matière condensée, les condensats de Bose-Einstein, les fermions fortement corrélés, l'astrophysique, les réactions nanochimiques, l'optomécanique et la biophysique. Les contributions de Drummond à la physique vont des théorèmes fondamentaux de la théorie de la représentation des opérateurs à la mise en œuvre pratique d'algorithmes et aux comparaisons avec l'expérimentation.

## Prix et distinctions
En 2002, il a reçu le Forschungspreis, le prix de recherche senior de la société allemande Humboldt.
En 2004, il a reçu la médaille et le prix Harrie-Massey (en) pour ses contributions à la physique.
En 2007, il a reçu la médaille Moyal de l'Université Macquarie.
En 2008, il a reçu la médaille Boas de l'Institut australien de physique (en).
Il a reçu le statut de membre de la Société américaine de physique, après avoir été nommé par leur Forum on International Physics en 2000, pour « des études théoriques pionnières sur le bruit quantique dans les processus optiques non linéaires, y compris la superfluorescence, la bistabilité optique, l'amplification paramétrique et l'oscillation., les solitons à fibre optique, les tests proposés de corrélations quantiques et la représentation P positif ».
Il a également reçu le statut de membre de l'Académie des sciences australienne en 2003, pour des « tests de théorie quantique, de théorie des solitons, de physique computationnelle, de physique de la communication et de l'information, de physique des lasers et de condensation de Bose-Einstein ».